# 秋葉敬三
秋葉 敬三（あきば けいぞう、1946年11月11日 - ）は、鹿児島県出身の元プロ野球選手（投手）。

## 来歴・人物
鹿児島商業高校では1年生の時、1962年夏の甲子園に控え投手として出場。準々決勝に進出するが、林俊彦、木俣達彦のバッテリーを擁する中京商に敗退。この試合でエース浜崎正人をリリーフし甲子園初登板を果たす。チームメートに中原勝利、下須崎詔一がいた。
高校卒業後は、社会人野球のリッカーミシンに入団。その後、鹿児島鉄道管理局に移籍し1965年からエースとなる。1966年の都市対抗では1回戦で先発したが1失点で2回途中降板。1967年の全国鉄大会で、高崎鉄道管理局を相手に完全試合を達成し脚光を浴びた。同年の都市対抗には日本鉱業佐賀関の補強選手として出場。1回戦で池田重喜を好リリーフ、電電東北を降すが、2回戦は池田が完投するも日本コロムビアに敗退、翌年の都市対抗は電電九州の補強選手として1回を投げた。
1968年のプロ野球ドラフト会議で西鉄ライオンズから11位指名を受け、翌1969年のシーズン途中に入団。
入団当初はシュートを武器にしていたが、1969年の秋の練習でスライダーを取得。1970年には主に中継ぎとして22試合に起用されたが、その後は登板機会に恵まれず、1972年限りで引退。

## 詳細情報

### 年度別投手成績
| 年 度     | 球 団     | 登 板 | 先 発 | 完 投 | 完 封 | 無 四 球 | 勝 利 | 敗 戦 | セ 丨 ブ | ホ 丨 ル ド | 勝 率 | 打 者 | 投 球 回 | 被 安 打 | 被 本 塁 打 | 与 四 球 | 敬 遠 | 与 死 球 | 奪 三 振 | 暴 投 | ボ 丨 ク | 失 点 | 自 責 点 | 防 御 率 | W H I P |
| --------- | --------- | ----- | ----- | ----- | ----- | -------- | ----- | ----- | -------- | ----------- | ----- | ----- | -------- | -------- | ----------- | -------- | ----- | -------- | -------- | ----- | -------- | ----- | -------- | -------- | ------- |
| 1969      | 西鉄      | 6     | 2     | 0     | 0     | 0        | 0     | 2     | --       | --          | .000  | 62    | 13.2     | 19       | 2           | 4        | 0     | 2        | 5        | 1     | 0        | 9     | 7        | 4.50     | 1.68    |
| 1970      | 西鉄      | 22    | 4     | 0     | 0     | 0        | 0     | 3     | --       | --          | .000  | 175   | 39.1     | 45       | 6           | 14       | 0     | 1        | 20       | 0     | 0        | 22    | 19       | 4.38     | 1.50    |
| 1971      | 西鉄      | 1     | 0     | 0     | 0     | 0        | 0     | 0     | --       | --          | ----  | 8     | 2.0      | 3        | 0           | 0        | 0     | 0        | 0        | 0     | 0        | 0     | 0        | 0.00     | 1.50    |
| 通算：3年 | 通算：3年 | 29    | 6     | 0     | 0     | 0        | 0     | 5     | --       | --          | .000  | 245   | 55.0     | 67       | 8           | 18       | 0     | 3        | 25       | 1     | 0        | 31    | 26       | 4.25     | 1.55    |

### 記録
- 初登板：1969年9月9日、対阪急ブレーブス22回戦（北九州市営小倉球場）、6回表に3番手で救援登板・完了、4回2失点で敗戦投手
- 初先発登板：1969年9月14日、対近鉄バファローズ22回戦（平和台球場）、3回1失点で勝敗つかず

### 背番号
- 14 （1969年 - 1970年）
- 37 （1971年 - 1972年）